# Jan Böhmermann

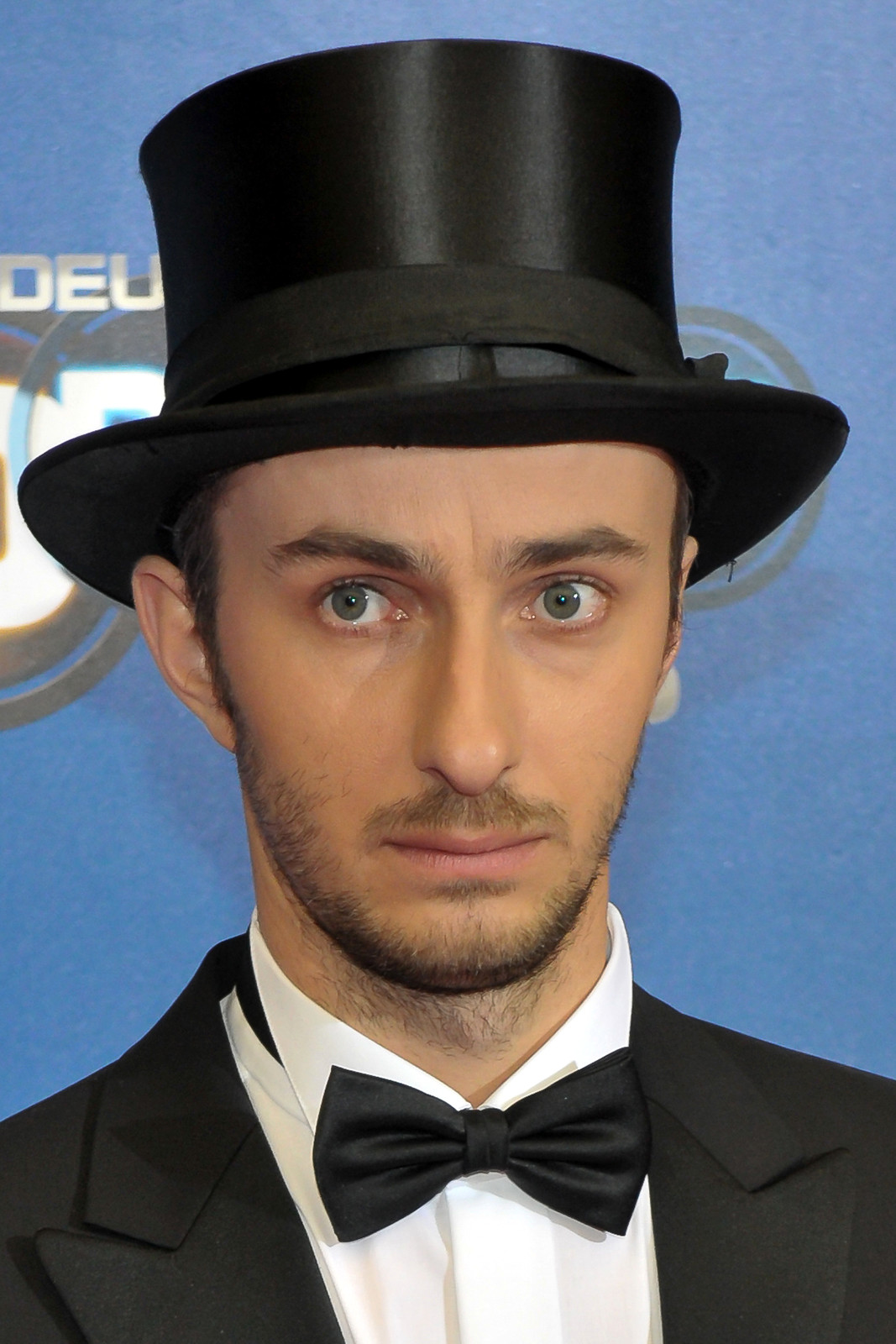
Jan Böhmermann år 2013.

Jan Böhmermann, född 23 februari 1981 i Bremen, Västtyskland, är en tysk satiriker, radio- och TV-programledare. Han är även verksam som filmproducent, författare och journalist.

## Biografi

### Familj och uppväxt
Böhmermann är son till en polistjänsteman och växte upp i stadsdelen Gröpelingen i Bremen. Hans far dog när han var 17. Han har flera barn och är bosatt med familjen i Köln.

### Komikerkarriär
Böhmermann började arbeta på lokaltidningen Die Norddeutsche som journalist 1997. Från 1999 arbetade han på Radio Bremen och påbörjade sin karriär som komiker och underhållningsförfattare. Han sökte också till scenskolorna i München, Berlin och Hamburg, och antogs till sist till scenskolan i Hannover, men påbörjade aldrig studierna av ekonomiska skäl. Han studerade historia, sociologi, teater-, film-, och TV-vetenskap vid Kölns universitet, men avbröt senare studierna. 2004 började han som programledare och komiker på WDR. I radiokanalen 1LIVE parodierade han fotbollsspelaren Lukas Podolski i serien Lukas’ Tagebuch, vilket fick Podolski att bojkotta kanalen och stämma WDR. Stämningen drogs sedermera tillbaka. 
Böhmermann har medverkat i flera tyska komedishower, TV- och radioprogram som komiker och programledare och är programledare för Neo Magazin i ZDFneo respektive ZDF sedan oktober 2013.

### Böhmermannaffären
Böhmermann är internationellt känd för sin roll i Böhmermannaffären 2016, då han i programmet Neo Magazin Royale i ZDF den 31 mars 2016 framförde ett satiriskt inslag med en niddikt med provokativa sexuella anspelningar, riktad mot Turkiets president Recep Tayyip Erdoğan. Bland annat utmålade Böhmermann Erdoğan som "en man som slår flickor" och "tittar på barnpornografi".
Redan den 1 april drog ZDF in inslaget från sin webbplats. Den 8 april överlämnades en formell not till den tyska regeringen av Turkiets ambassadör och den 11 april anmäldes inslaget av Erdoğans advokat vid åklagarämbetet i Mainz. Enligt den tyska brottsbalkens (StGB) paragraf 103 är smädelse av utländska statschefer åtalbart på begäran från företrädare för den utländska staten och med den tyska regeringens godkännande, och kan straffas med upp till fem års fängelse i fall då brottet anses svårt ärekränkande. Lagen baserar sig på en paragraf om majestätsbrott från 1871. Detta föranledde krav på paragrafens avskaffande från tyska regeringsföreträdare och oppositionen, bland andra justitieminister Heiko Maas. Den 15 april meddelade förbundskansler Angela Merkel att den tyska regeringen givit sitt godkännande för att en förtalsprocess ska kunna inledas, men poängterade samtidigt att regeringen ansåg att det var de rättsliga organen och domstolarnas sak att avgöra målet, inte regeringens, och att regeringen inte tog ställning i skuldfrågan. Frågan splittrade samtidigt regeringen, och SPD:s ministrar röstade mot beslutet. 
Böhmermann gavs polisbeskydd den 12 april på grund av mottagna hot och ställde in sin medverkan i Neo Magazin Royale 14 april. Den 16 april meddelade han att han tar en paus från medverkan i TV. Han mottog samtidigt starkt stöd från andra komiker och stora delar av den tyska folkopinionen.

## Verk

### Radiomedverkan
- 1999–2004: Radio Bremen
- 2004: hr3-Morningshow
- 2009–2011: Die ganz große Jan Böhmermann Radioschau (1 Live/WDR)
- 2010–2011: Beeck & Böhmermann (1 Live) med Simon Beeck
- 2010–2013: Lateline (Bremen Vier, Dasding/SWR, MDR Sputnik, N-Joy/NDR, You FM/hr)
- 2011–2012: Zwei alte Hasen erzählen von früher (Radio Eins/RBB) med Klaas Heufer-Umlauf
- 2012: Joko und Klaas mit Olli und Jan (Radio Eins) med Olli Schulz
- 2012–2016: Sanft & Sorgfältig (Radio Eins, N-Joy, Bremen Vier, Puls/BR, You FM, Dasding)[6] med Olli Schulz
- sedan 2016: Fest & Flauschig (Spotify exclusive) med Olli Schulz

### TV-medverkan
- 2007: echt Böhmermann, WDR
- 2009: TV Helden, RTL – med Caroline Korneli och Pierre M. Krause
- 2012: Roche & Böhmermann, ZDFkultur – med Charlotte Roche
- 2012–2013: Lateline, EinsPlus
- 2013–2014: Neo Magazin, ZDFneo
- 2014: Was wäre wenn?, RTL – med Katrin Bauerfeind, Palina Rojinski och Jan Köppen
- sedan 2015: Neo Magazin Royale, ZDF och ZDFneo
- sedan 2016: Schulz & Böhmermann, ZDFneo – med Olli Schulz
- januari 2018: Skavlan, intervju

### Publikationer
Böcker
- Jan Böhmermann (2016). Alles, alles über Deutschland. Halbwissen kompakt (3). Kiepenheuer & Witsch. ISBN 978-3-462-04849-0

Ljudböcker
- Da Original Shaggä – Biddebaba. Audio-CD. G+H Hamburg 2005
- Jan Böhmermann. Lukas' Tagebuch live das Original aus dem Radio – nur lustiger. Roof Music. ISBN 978-3-941168-15-2
- Jan Böhmermann (2009). Jan Böhmermann liest Alles, alles über Deutschland. Roof Music. ISBN 978-3-941168-06-0
- Förderschulklassenfahrt das pädagogisch wertvolle Eventhörspiel. Jan Böhmermann, Klaas Heufer-Umlauf. 2013. ISBN 978-3-86484-029-6
- Förderschulklassenfahrt. 2. Fünf Feinde und der Proletenhund. Jan Böhmermann, Klaas Heufer-Umlauf. 2014. ISBN 978-3-86484-075-3

Singlar
- V for Varoufakis
- Mit wem war Mutti im Bett?
- Besoffen bei Facebook
- Baby Got Laugengebäck
- Ich hab Polizei (som POL1Z1STENS0HN a.k.a. Jan Böhmermann)
- Be Deutsch!

### Scenshower
- 2005: Boombastic Fantastic – ein Schmuseabend mit Da Original Shaggä, komedi
- 2007: Lukas’ Auswärtsspiel, uppläsning
- 2008: Lukas’ Auswärtsspiel – Saison 2008/2009, uppläsning
- 2009: Lukas’ Rückspiel – Saison 2008/2009, uppläsning
- 2009: Alles, alles über Deutschland, föredragsresa
- 2009: Die ganz große Jan Böhmermann Radio-Show, komedi
- 2011: Zwei alte Hasen erzählen von früher, komedi (med Klaas Heufer-Umlauf)
- 2014: Schlimmer als Jan Böhmermann, revy/komedi

### Exekutiv producent
- 2014–: Die unwahrscheinlichen Ereignisse im Leben von …[7]